# Tony Ronald
Tony Ronald (Arnhem, 27 oktober 1941 – Barcelona, 3 maart 2013), artiestennaam van Siegfried André Den Boer Kramer, was een Nederlands zanger die vooral populair was in Spanje. Ronald woonde vanaf het einde van de jaren vijftig in Barcelona. Hij trad aanvankelijk in Spanje op met de Baskische gitarist José Luis Bolívar onder de naam het Kroner's Dúo en later met Charley Kurt als het duo "Tony and Charley". Daarna was hij leadzanger van "Tony Ronald y sus Kroner(')s".

## Biografie
Tony Ronald zong onder meer liedjes van The Beatles. Na het uiteengaan van "Tony Ronald y sus Kroner's" begon hij een solocarrière. Hij nam vooral platen op in het Spaans en in het Engels, maar ook in het Catalaans, Duits, Frans, Nederlands en Italiaans.
Ronald was ook actief als producer van Spaanse popgroepen. Nadat hij eind februari 2013 op de Spaanse televisie had verteld dat hij ernstig ziek was, werd besloten hem op 19 maart een groots afscheidsfeest aan te bieden. Op 3 maart overleed hij echter. Tony Ronald werd op 5 maart 2013 begraven in L'Hospitalet de Llobregat.

### Help, ayúdame
Met het nummer Help, ayúdame had Ronald in 1971 internationaal succes, en hij vertegenwoordigde Nederland hiermee op het Festival del Atlantico op Tenerife in 1971. Hij won het festival en kreeg ook de prijs van de kritiek. 'Help' (muziek: Daniel Vangarde, tekst: Nelly Byl, productie: Jean Klüger) werd een hit in verscheidene Europese landen, waaronder zijn geboorteland Nederland en België. In Nederland stond het nummer totaal 10 weken in de Top 40 met als hoogste positie nummer 6 op 14 oktober 1971. In de Daverende 30 bereikte het nummer de 4e plaats en stond het 9 weken in de lijst. Het nummer is bekend geworden onder de Engelse titel Help, get me some help.
Tony Ronald nam 'Help' op in het Spaans, het Engels, het Italiaans, het Duits en het Frans. In het Nederlands werd dit nummer gezongen door Kalinka (als 'Help, dan roep ik help' (1971), Ringo ('Elle, je ne veux qu'elle' in 1971) en later door Will Tura ('Mooi, 't leven is mooi', 1989). In 1995 werd de Engelstalige versie gesampled in het happyhardcorenummer 'Wonderful Days' van Charly Lownoise & Mental Theo. Ook de Franse producers van Ottawan, bekend van Hands Up en D.I.S.C.O. maakten in 1981 een remake van Help! (Get me some help).

## Discografie (selectie)
- 1971: "Help, ayúdame"
- 1971: "Help, get me some help"
- 1972: "I love you, baby"
- 1972: "Lonely lady"
- 1972: "Schwabadaba ding-ding"
- 1974: "Angelina" (Spaanse versie van "Angeline, m'n blonde sexmachine")

### NPO Radio 2 Top 2000
Van Tony Ronald stond alleen Help (Get me some help) in 2000 in de NPO Radio 2 Top 2000, op plek 1965.

### Kroner's Dúo
- 1960: Jóvenes
  1. "Jóvenes"
  2. "Tutti Frutti"
  3. "Personalidad"
  4. "Las campanas me llamaban"

- 1960: zonder titel
  1. "Superguapa"
  2. "Fue bailando"
  3. "Mona Lisa"
  4. "Josyane"

- 1961: Amapola
  1. "Amapola"
  2. "Banjo boy"
  3. "O sole mio"
  4. "Blue Guitar"